# Черен мунтжак
Черен мунтжак или мунтджак (Muntiacus crinifrons) е вид бозайник от семейство Еленови (Cervidae). Видът е световно застрашен, със статут Уязвим.

## Разпространение и местообитание
Разпространен е в Китай.